# Gastracanthus nigrescens
Gastracanthus nigrescens är en stekelart som beskrevs av Kamijo 1960. Gastracanthus nigrescens ingår i släktet Gastracanthus och familjen puppglanssteklar. Inga underarter finns listade i Catalogue of Life.